# Guararé
Guararé is een plaats en gemeente (in Panama un distrito genoemd) in de provincie Los Santos in Panama. In 2015 was het inwoneraantal 11.000.
De gemeente bestaat uit devolgende tien deelgemeenten (corregimiento): Guararé (de hoofdplaats, cabecera), El Espinal, El Hato, El Macano, Guararé Arriba, La Enea, La Pasera, Las Trancas, Llano Abajo en Perales.